# José Rúa Figueroa
José Rúa Figueroa (Santiago de Compostela, 20 de mayo de 1820 - Madrid, 22 de mayo de 1855), periodista, revolucionario y escritor español. Fue uno de los padres del movimiento provincialista gallego.

## Biografía
Estudió Medicina en Santiago. Publicó allí su drama El arzobispo don Suero (1840), que la censura eclesiástica local impidió representar. Con Antonio Romero Ortiz fundó Santiago y a ellos (1842), periódico satírico de literatura y costumbres, y junto al propio Romero Ortiz y Antolín Faraldo Asorey, El Porvenir (1845), que recogía los ideales del provincialismo gallego. Participó en la revuelta de 1846, , cuya historia escribió bajo seudónimo en Madrid. Allí intervino en la revuelta de 1848, dirigiéndose luego a La Coruña, donde fue encarcelado. En la cárcel escribió el drama inédito También por amor se muere. De nuevo en Madrid dirigió el periódico progresista La Nación, y desde 1854 La Gaceta. Colaboró en el Semanario Pintoresco Español con artículos costumbristas sobre Galicia, como "La cascada de Toja", "Monte Furado", "Paso del Ulla en San Juan de Cova".